# 忌連拿警用槍
忌連拿警用槍（英語：Greener police gun）是一種提供給大英帝國殖民地警察使用的單發式霰彈槍，由忌連拿公司以著名英軍制式步槍馬提尼-亨利改造而成，並發射其獨有的黃銅霰彈。

## 概述
忌連拿警用槍的歷史可追溯到一戰結束，當時的英國殖民地警察急需一種防暴武器以用作人群控制和監獄警衛用途。他們要求這種武器必需發射無法從商業渠道取得的專用彈藥，目的是為了令罪犯能夠使用從警察偷來或搶掠的槍枝的機會降至最低。忌連拿公司接受了該委托，他們根據從英軍撤裝已久的馬提尼-亨利步槍為藍本，把其升降式槍機加以改良，並改用滑膛槍管，從而研製出一款14鉛徑單發霰彈槍。該槍發射帶錐度的金屬殼霰彈，彈殼長76毫米，每發內含450-500顆7號鉛彈丸，有效射程從46米到73米。它並有著相當堅固的木製槍托、鋼製槍口及槍托蓋，使它除了能夠擔任槍械的角色以外還能用作一件打擊武器，以用於撞門及非致命的低殺傷力攻擊。
忌連拿警用槍Mk I型最早於1921年推出，它們被大量地供應給各個英國殖民地的警察部隊使用。但在實際使用中卻發現其完全外露的槍管容易燙傷射手，而且14鉛徑霰彈威力不足，因此按用戶要求，忌連拿公司把武器進行了改良，加長上下護木直至將槍管完全覆蓋，並將鉛徑更改成13號，同樣使用帶錐度的金屬殼槍彈，這種改進產品被定型為Mk II型。後來發現一些罪犯嘗試把16鉛徑霰彈緊緊地裹入紙或膠帶裡從忌連拿警用槍發射出去，為了使該槍完全無法發射商業霰彈，忌連拿公司隨即推出了忌連拿警用槍Mk III型以作為回應。該槍鉛徑增大至12號，其彈藥採用瓶型金屬彈殼，並有著與先前的型號不同的外觀。另外也存在一些發射商業用12鉛徑霰彈或Mk I型專用14鉛徑霰彈的Mk III型，其中前者似乎是用作出口用途。
至今在一些較偏遠地區和前英國殖民地仍然能夠找到忌連拿警用槍的蹤影。

## 設計
忌連拿警用槍採用改良自馬提尼-亨利步槍的升降式槍機設計，操作方式十分簡單。裝彈方式為把槍機向下推，然後在膛室裡載入子彈，再把槍機向上拉回原位便可。發射後把槍機向下推會把彈殼從膛室內退出。其保險裝置則位於機匣右側，部份型號還帶有刺刀座。

## 使用國
- 英国及其殖民地
- 埃及
- 英屬香港
  - 皇家香港警察（Mk III型）
- 緬甸：至今仍裝備警隊。
- 美国
  - 執法機構

## 外部連結
- 港岛风云160载
- Modern Firearms - Greener police gun （页面存档备份，存于）
- The Greener Police Shotgun: Engineered gun control?